# Dorfkirche Graitschen auf der Höhe

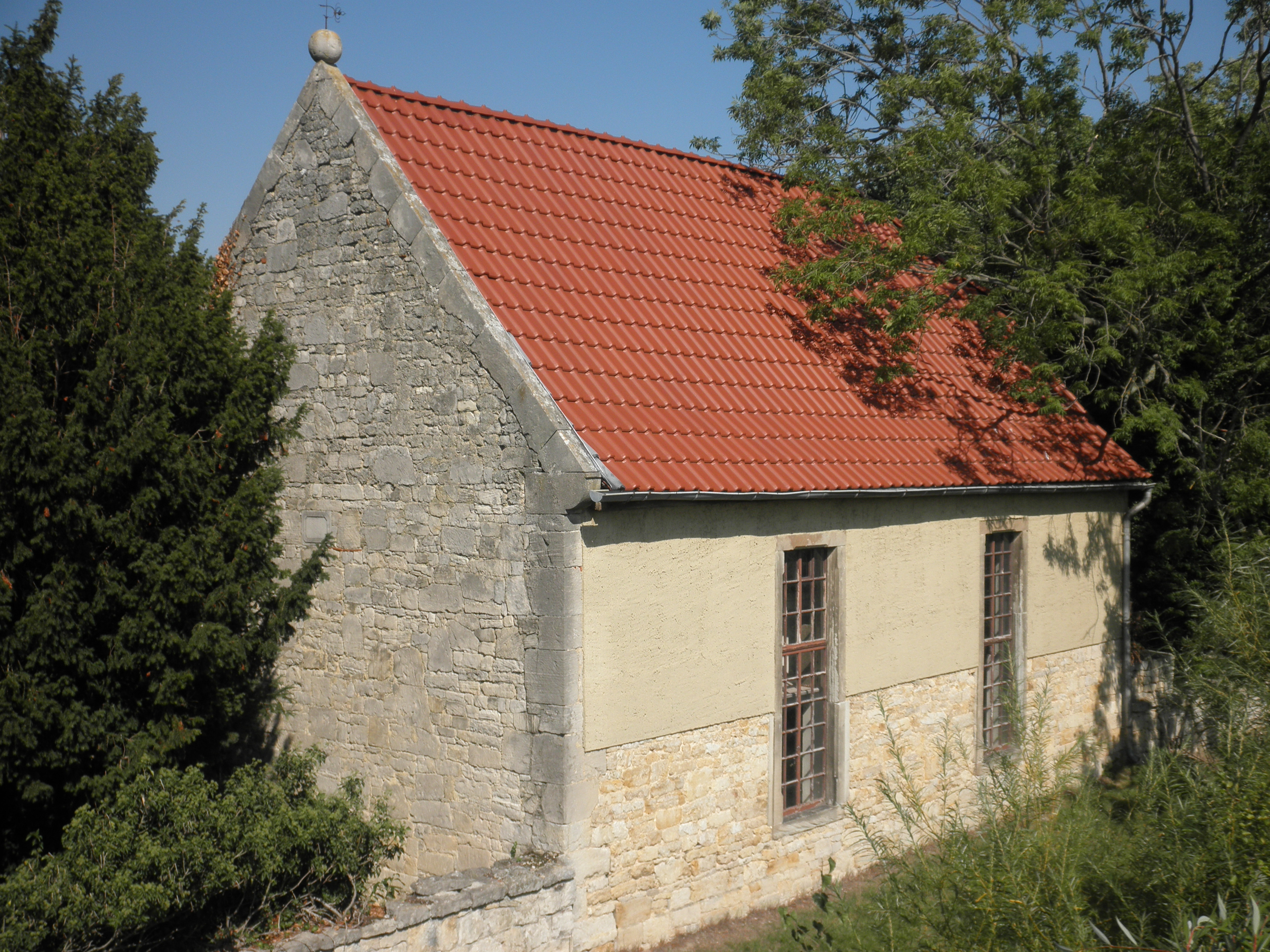
Die Kirche

Die evangelische Dorfkirche Graitschen auf der Höhe steht im Ortsteil Graitschen auf der Höhe der Stadt Schkölen im Saale-Holzland-Kreis in Thüringen. Die Gemeinde gehört zum Pfarrbereich Camburg-Leislau im Kirchenkreis Eisenberg der Evangelischen Kirche in Mitteldeutschland.

## Geschichte
Im Jahre 1717 legte der Pfarrer J. Chr. Freisleben in dem abgelegenen Dorf eine Friedhofskapelle mit Friedhof an, um den beschwerlichen Begräbnisweg vom Ort zu vermeiden. Weil der Pfarrer den Bau ohne Genehmigung der Behörde durchgesetzt hatte, wurde er nach Ronneburg strafversetzt.
Die Kapelle wurde zu einer Kirche umgebaut. Sie wurde mit einem schlichten Kanzelaltar und Taufstein ausgestattet.